# 朱瓦塔国际机场
朱瓦塔国际机场是位于印度尼西亚北加里曼丹省打拉根的一座机场，坐落在加里曼丹近海打拉根岛上。1945年的打拉根战役期间，该机场是盟军的主要目标。
朱瓦塔机场拥有一条2,250 x 45米的跑道、2条82 x 23米的滑行道，其中一条滑行道向另一端延伸出176.59米，连接空军基地。机场空侧拥有335 x 97米的停机坪，陆侧的航站楼面积12,440平方米，拥有一个14,000平方米的停车场。以前的老航站楼每天仅内为600名旅客提供服务，新航站楼则每天可服务2,000名旅客。2016年3月23日，印尼总统佐科·维多多为朱瓦塔国际机场的新航站楼主持启用。
朱瓦塔国际机场被规划用作其他国家（如马来西亚、文莱、菲律宾）前往印尼其他城市的过境枢纽。
2010年的打拉根暴动，在朱瓦塔机场举行了两个社群间结束冲突的谈判。

## 航空公司和目的地
| 航空公司                            | 目的地                                         |
| ----------------------------------- | ---------------------------------------------- |
| 巴泽航空                            | 巴厘巴板、雅加达-苏哈                          |
| 加鲁达印尼航空                      | 巴厘巴板、雅加达-苏哈                          |
| 印尼狮子航空                        | 巴厘巴板、雅加达-苏哈、望加锡、泗水、梭罗      |
| 三佛齐航空                          | 巴厘巴板 包机：广州                            |
| 苏西航空                            | 布纽、隆阿庞、隆巴万、马利瑙、努努干、丹戎塞洛 |
| 风翼航空                            | 哥伦打洛、万鸦老、帕卢                         |
| 马来西亚国际航空 由马航飞翼航空运营 | 亚庇、斗湖                                     |

## 资料来源
1. ↑  . gc.kls2.com.   [2017-11-01]. （原始内容存档于2021-02-08）.
2. ↑  . kalimantan.bisnis.com.   [2017-11-01]. （原始内容存档于2020-06-04）.
3. ↑  .   [2017-11-01]. （原始内容存档于2020-06-04）.
4. ↑  .   [2017-11-01]. （原始内容存档于2020-06-04）.
5. ↑  2017, UBM (UK) Ltd. .   [2017-11-01]. （原始内容存档于2021-01-24）.